# Bankya (Sofia)
Pour les articles homonymes, voir Bankya.
Bankya (en bulgare : Ботевград) est une localité de l'ouest de la Bulgarie, située à 16 km à l'ouest de la capitale Sofia. Il s'agit à la fois d'une localité et d'un arrondissement de la commune de Sofia. Elle est surtout connue en tant que ville thermale.

## Personnalités
- Todor Jivkov, Président du Conseil d'État de la République populaire de Bulgarie, a résidé, à partir du début des années 1980, à Bankya
- Boïko Borissov, Premier ministre de Bulgarie, est né à Bankya